# Veribubo desertus
Veribubo desertus är en tvåvingeart som först beskrevs av Zaitzev 1966.  Veribubo desertus ingår i släktet Veribubo och familjen svävflugor. Inga underarter finns listade i Catalogue of Life.